# Glasbeni producent
Glasbeni producent umetniško nadzoruje snemanje glasbe, vodi glasbenike, in nadzoruje mešanje in masteriziranje posnetkov. Delo glasbenega producenta lahko primerjamo z delom filmskega ali televizijskega režiserja.